# Desertoplusia bella
Desertoplusia bella là một loài bướm đêm trong họ Noctuidae.